# Adriano Frassinelli
Adriano Frassinelli (* 11. April 1943 in Pieve di Cadore) ist ein ehemaliger italienischer Bobfahrer.

## Karriere
Adriano Frassinelli wurde 1969 als Anschieber von Nevio De Zordo Weltmeister im Zweierbob. Bei den Olympischen Winterspielen 1972 in Sapporo gewannen sie im Viererbob-Wettkampf zusammen mi Corrado Dal Fabbro und Gianni Bonichon die Silbermedaille.
Adriano Frassinelli wurde mit der Goldmedaille des Comitato Olimpico Nazionale Italiano ausgezeichnet.